# Dżuma Ahmad Atika
Dżuma Ahmad Atika (arab. جمعة احمد عتيقة, ur. 1950) – libijski polityk, od 2012 deputowany Powszechnego Kongresu Narodowego, z kolei od 28 maja 2013 do 25 czerwca 2013 pełniący obowiązki przewodniczącego tego organu.
W pierwszej elekcji do parlamentu po libijskiej wojnie domowej, zdobył mandat jako niezależny kandydat. 10 sierpnia 2012 obrany zastępcą przewodniczącego Powszechnego Kongresu Ludowego (de facto zastępca głowy państwa). 28 maja 2013 objął obowiązki przewodniczącego parlamentu, po ustąpieniu Mohammeda Megarjefa, aż do 25 czerwca 2013, kiedy Powszechny Kongres Narodowy wybrał Nuriego Abu Sahmajna na nowego przewodniczącego parlamentu.